# Bultei
Bultei (sardinski: Urtèi) je grad i općina (comune) u pokrajini Sassariju u regiji Sardiniji, Italija. Nalazi se na nadmorskoj visini od 509 metara i ima 950 stanovnika.
 Prostire se na 96,83 km2. Gustoća naseljenosti je 10 st/km2.
Susjedne općine su: Anela, Benetutti, Bono, Nughedu San Nicolò i Pattada.